# Суперкубок Європи 1975
Суперкубок УЄФА 1975 року — змагання за Суперкубок УЄФА, який був розіграний у двоматчовому двобої між переможцем Кубка європейських чемпіонів 1974—1975 «Баварією» (Мюнхен) та переможцем Кубка Кубків УЄФА 1974—1975 «Динамо» (Київ). За підсумком двох матчів «Динамо» (Київ) перемогло з рахунком 3-0. Усі три м'ячі забив Олег Блохін.

## Перебіг подій
«Баварія» до двоматчевого протистояння з київським «Динамо» була у ранзі беззаперечного фаворита, проте біло-блакитні, за допомогою майбутнього володаря «Золотого м'яча» Олега Блохіна, піднесли німцям сюрприз.
Саме Блохін зробив результат на Олімпіаштадіоні, випередивши практично всю зоряну оборону мюнхенців і забивши на 66-й хвилині єдиний у цій зустрічі гол.
Другий поєдинок викликав у столиці України небачений ажіотаж. До дирекції головної спортивної арени країни надійшло заявок на 600 тисяч квитків. До матчу було виготовлено кілька варіантів пам'ятних значків, кольорові програмки. Уперше до Києва завітав президент УЄФА італієць Артеміо Франкі. У матчі 6 жовтня Блохін ще раз продемонстрував, чому його визнавали найкращим гравцем СРСР протягом трьох років поспіль. Перегравши на 40-й хвилині Зеппа Маєра вперше, на 53-й він оформив дубль і забезпечив команді Валерія Лобановського перемогу із загальним рахунком 3-0. Цей успіх став найбільшим в історії «Динамо» під керівництвом Лобановського[джерело?].

## Матчі

### Перша гра
| 9 вересня 1975 |

| «Баварія» (Мюнхен) | 0 — 1    | «Динамо» (Київ) |
| ------------------ | -------- | --------------- |
|                    | Протокол | Блохін 66'      |

| Олімпійський стадіон, Мюнхен Глядачів: 32,000 Арбітр: Серджіо Гонелла |

| «Баварія» (Мюнхен) |    |                       |  |     |
|                    |    |                       |  |     |
| ВР                 | 1  | Зепп Маєр             |  |     |
| ЗХ                 | 8  | Райнер Цобель         |  |     |
| ЗХ                 | 2  | Удо Горсманн          |  |     |
| ЗХ                 | 3  | Георг Шварценбек      |  |     |
| ЗХ                 | 5  | Франц Беккенбауер (к) |  |     |
| ПЗ                 | 6  | Йозеф Вайс            |  |     |
| ПЗ                 | 4  | Бернд Дюрнбергер      |  | 46' |
| ПЗ                 | 10 | Карл-Гайнц Румменігге |  |     |
| НП                 | 9  | Ґерд Мюллер           |  |     |
| НП                 | 7  | Юпп Капелльман        |  |     |
| НП                 | 11 | Клаус Вундер          |  |     |
| Заміни:            |    |                       |  |     |
| ПЗ                 | '  | Франц Рот             |  | 46' |
| Тренер:            |    |                       |  |     |
| Деттмар Крамер     |    |                       |  |     |

| «Динамо» (Київ):     |    |                   |
|                      |    |                   |
| ВР                   | 1  | Євген Рудаков     |
| ЗХ                   | 6  | Володимир Трошкін |
| ЗХ                   | 4  | Михайло Фоменко   |
| ЗХ                   | 5  | Стефан Решко      |
| ЗХ                   | 3  | Валерій Зуєв      |
| ПЗ                   | 2  | Анатолій Коньков  |
| ПЗ                   | 7  | Олександр Дамін   |
| ПЗ                   | 10 | Леонід Буряк      |
| ПЗ                   | 9  | Віктор Колотов    |
| НП                   | 8  | Петро Слободян    |
| НП                   | 11 | Олег Блохін 66'   |
| Заміни:              |    |                   |
| Тренер:              |    |                   |
| Валерій Лобановський |    |                   |

### Друга гра
| 6 жовтня 1975 |

| «Динамо» (Київ) | 2 — 0    | «Баварія» (Мюнхен) |
| --------------- | -------- | ------------------ |
| Блохін 40' 53'  | Протокол |                    |

| Республіканський стадіон, Київ Глядачів: 102,000 Арбітр: Доган Бабаджан |

| «Динамо» (Київ):     |    |                     |
|                      |    |                     |
| ВР                   | 1  | Євген Рудаков       |
| ЗХ                   | 6  | Володимир Трошкін   |
| ЗХ                   | 4  | Михайло Фоменко     |
| ЗХ                   | 5  | Стефан Решко        |
| ЗХ                   | 3  | Валерій Зуєв        |
| ПЗ                   | 2  | Анатолій Коньков    |
| ПЗ                   | 7  | Володимир Мунтян    |
| ПЗ                   | 9  | Леонід Буряк        |
| ПЗ                   | 10 | Володимир Веремєєв  |
| НП                   | 8  | Володимир Онищенко  |
| НП                   | 11 | Олег Блохін 40' 53' |
| Заміни:              |    |                     |
| Тренер:              |    |                     |
| Валерій Лобановський |    |                     |

| «Баварія» (Мюнхен): |    |                       |  |     |
|                     |    |                       |  |     |
| ВР                  | 1  | Зепп Маєр             |  |     |
| ЗХ                  | 7  | Йозеф Вайс            |  |     |
| ЗХ                  | 2  | Удо Горсманн          |  |     |
| ЗХ                  | 3  | Георг Шварценбек      |  |     |
| ЗХ                  | 5  | Франц Беккенбауер     |  |     |
| ПЗ                  | 6  | Франц Рот             |  |     |
| ПЗ                  | 4  | Бернд Дюрнбергер      |  | 70' |
| ПЗ                  | 8  | Людвіг Шустер         |  | 78' |
| НП                  | 11 | Клаус Вундер          |  |     |
| НП                  | 9  | Юпп Капелльман        |  |     |
| НП                  | 10 | Карл-Гайнц Румменігге |  |     |
| Заміни:             |    |                       |  |     |
| ЗХ                  | 12 | Джонні Гансен         |  | 70' |
| НП                  | 13 | Конні Торстенссон     |  | 78' |
| Тренер:             |    |                       |  |     |
| Деттмар Крамер      |    |                       |  |     |

| Володар Суперкубка УЄФА 1975 року |
| --------------------------------- |
|                                   |
| «Динамо» (Київ) Перший титул      |